# Gentleman Jack
Gentleman Jack es una serie de televisión de drama histórico británico-estadounidense creada por Sally Wainwright. Ambientada en el Yorkshire de 1832, está protagonizada por Suranne Jones, quien interpreta a la famosa terrateniente e industrialista Anne Lister. Originalmente titulada Shibden Hall, la serie se basa en los diarios recopilados de Lister, que contienen más de cuatro millones de palabras y están escritos en su mayor parte en un código secreto, documentando toda una vida de relaciones lésbicas.
Gentleman Jack se estrenó el 22 de abril de 2019 en HBO (Estados Unidos) y en BBC One (Reino Unido) el 19 de mayo de 2019. La producción de la segunda temporada se retrasó debido a la pandemia de COVID-19, se reanudó en octubre de 2020,[10] luego se suspendió nuevamente, y el rodaje se reanudó en el verano de 2021. Suranne Jones confirmó que la serie terminó el rodaje de la temporada 2 en octubre de 2021. La temporada 2 se estrenó el 10 de abril del 2022 en BBC One, seguido de su estreno en la plataforma de HBO Max el lunes 25 de abril.
En julio de 2022, HBO canceló la serie después de dos temporadas.

## Elenco

### Principal
- Suranne Jones como Anne Lister
- Sophie Rundle como Ann Walker
- Joe Armstrong como Samuel Washington
- Amelia Bullmore como Eliza Priestley
- Rosie Cavaliero como Elizabeth Cordingley
- Gemma Whelan como Marian Lister
- Gemma Jones como la Tía Lister
- Timothy West como Jeremy Lister
- Tom Lewis como Thomas Sowden

### Recurrente
- Stephanie Cole como la Tía Ann Walker
- George Costigan como James Holt
- Peter Davison como William Priestley
- Shaun Dooley como Jeremiah Rawson
- Vincent Franklin como Christopher Rawson
- Lydia Leonard como Marianna Lawton
- Katherine Kelly como Elizabeth Sutherland
- Albane Courtois como Eugénie Pierre
- Ben Hunter como Joseph Booth

### Invitados
- Jodhi May como Vere Hobart
- Anthony Flanagan como Sam Sowden
- Rupert Vansittart como Charles Lawton
- Sylvia Sims como la Sra. Rawson
- Brendan Patricks como el Reverendo Thomas Ainsworth
- Sofie Gråbøl como la Reina María de Dinamarca

## Episodios
| N.º | Título                                         | Dirigido por     | Escrito por      | Fecha de emisión original | Audiencia (millones) |
| --- | ---------------------------------------------- | ---------------- | ---------------- | ------------------------- | -------------------- |
| 1   | «I Was Just Passing»                           | Sally Wainwright | Sally Wainwright | 22 de abril de 2019       | 0.441                |
| 2   | «I Just Went There To Study Anatomy»           | Sally Wainwright | Sally Wainwright | 29 de abril de 2019       | 0.437                |
| 3   | «Oh Is That What You Call It?»                 | Sarah Harding    | Sally Wainwright | 6 de mayo de 2019         | 0.338                |
| 4   | «Most Women Are Dull and Stupid»               | Sarah Harding    | Sally Wainwright | 13 de mayo de 2019        | 0.427                |
| 5   | «Let's Have Another Look at Your Past Perfect» | Jennifer Perrott | Sally Wainwright | 20 de mayo de 2019        | 0.362                |
| 6   | «Do Ladies Do That?»                           | Jennifer Perrott | Sally Wainwright | 27 de mayo de 2019        | 0.499                |
| 7   | «Why've You Brought That?»                     | Sally Wainwright | Sally Wainwright | 3 de junio de 2019        | 0.270                |
| 8   | «Are You Still Talking?»                       | Sally Wainwright | Sally Wainwright | 10 de junio de 2019       | 0.365                |

## Producción y desarrollo
En noviembre de 2016, la guionista Sally Wainwright recibió una beca de 30.000 libras esterlinas de la organización benéfica Wellcome Trust, en colaboración con Film4 y el British Film Institute. Wainwright reveló a los medios de comunicación que estaba escribiendo una serie dramática sobre la terrateniente, industrial e intelectual Anne Lister y que usaría la subvención para ampliar su investigación. En marzo de 2017, se anunció que BBC One y la cadena estadounidense HBO habían encargado la serie con ocho episodios, provisionalmente titulada Shibden Hall, después del hogar ancestral de Lister. Wainwright fue anunciada como la directora de la serie, y productora ejecutiva junto con Piers Wenger y Faith Penhale. Nacido en Yorkshire, Wainwright había crecido en los alrededores de Shibden Hall y había tenido la ambición de escribir un drama basado en Anne Lister durante más de 20 años. Describió a Lister como "un regalo para un dramaturgo" y "una de las mujeres más exuberantes, emocionantes y brillantes de la historia británica". El drama se inspiró en el libro Female Fortune: Land, Gender and Authority de 1998: por Jill Liddington.
En julio de 2017, la serie cambio su nombre a Gentleman Jack y Suranne Jones fue anunciada en el papel de Lister. Wainwright, que había trabajado con Jones en Scott and Bailey y Unforgiven, se la consideraba capaz de encarnar la "audacia, la sutileza, la energía y el humor" necesarios para representar a Lister. En abril de 2018, Sophie Rundle se unió a la producción como Ann Walker, la futura esposa de Lister.
En noviembre de 2018, Katherine Kelly fue elegida para ser el papel de la hermana de Ann Walker, Elizabeth Sutherland, Sofie Gråbøl como Reina María de Dinamarca y Tom Lewis como Thomas Sowden.
El tema de la serie «Gentleman Jack» fue escrito e interpretado por O'Hooley & Tidow.
El 7 de julio de 2022, HBO canceló la serie después de dos temporadas.

## Marketing
BBC One lanzó un tráiler de adelanto para la serie el 8 de marzo de 2019, seguido del primer tráiler oficial el 18 de marzo de 2019. El primer tráiler de HBO también fue lanzado el 18 de marzo.

## Estreno
Gentleman Jack se estrenó en Estados Unidos el 22 de abril de 2019 en HBO; seguido del estreno en Reino Unido el 19 de mayo de 2019 en BBC One.

## Recepción

### Críticas
| Temporada | Temporada | Respuesta crítica | Respuesta crítica |
| Temporada | Temporada | Rotten Tomatoes   | Metacritic        |
| --------- | --------- | ----------------- | ----------------- |
|           | 1         | 86% (37 reseñas)  | 76 (16 reseñas)   |

En Rotten Tomatoes la serie tiene un índice de aprobación del 86%, basado en 37 reseñas, con una calificación promedio de 7.89/10. El consenso crítico del sitio dice, «El carisma ilimitado de Suranne Jones le da vida a la indomable Anne Lister en Gentleman Jack, una serie suavemente reveladora que extrae un humor fabuloso de la falta de apología del icono, aunque la serie no está tan dispuesta a enfurecer las plumas como lo estaba ella.» En Metacritic, tiene puntaje promedio ponderado de 76 sobre 100, basada en 16 reseñas, lo que indica «criticas generalmente favorables».
The Hollywood Reporter describió a Gentleman Jack como una «historia divertida, inteligente y conmovedora" que a veces tiene a la protagonista hablando con la cámara para explicar sus pensamientos internos, permitiendo que se usen aspectos del diario de Lister». The Guardian dijo «Suranne Jones mece a Halifax como la primera lesbiana moderna...El diario de Anne Lister [se convierte] en un emocionante retozo de ciudad de carbón que flirtea con la parodia, así que tal vez sea la Reina Brontë». Variety señalaba la singularidad del drama diciendo: «Wainwright hace una elección intrigante que establece un romance decididamente adulto sobre la devoción, la confianza y el compañerismo que es raro en la televisión en general, y mucho menos en los personajes lésbicos de una pieza de época».